# 小野花梨
小野花梨（日语：／ Ono Karin；1998年7月6日—）是日本女演員，童星出身，出身自東京都，ALPHA AGENCY旗下藝人。

## 作品列表

### 電視劇
- 令人討厭的松子的一生（2006年10月，TBS）：飾演 （幼年時期）
- 闪亮的进修医生 第1話（2007年1月11日，TBS）：飾演
- 永遠の1.8秒（2007年2月12日，富士電視台）：飾演 （幼少期）
- 我們的教科書（2007年4月12日 - 6月28日，富士電視台）：飾演 藍澤明日香（幼年時期）
- 水曜ミステリー9「四文字の殺意・ひめごと」（2008年2月6日，東京電視台）：飾演 （幼少期）
- わたしが子どもだったころ「音楽評論家 湯川れいこ」（2008年2月6日，NHK BS-hi）：飾演 湯川れいこ（幼少期）
- CHANGE（2008年5月12日 - 7月14日，富士電視台）：飾演
- 私の恋と父（2008年7月7日，BS-i）
- 怪胎刑警（2008年8月6日 - 27日，朝日電視台）：佐伯杏子（幼少期）
- 被迫歸來的！？33分偵探（2009年3月21日，富士電視台）：飾演
- RESET 第13話（2009年4月9日，讀賣電視台）：飾演 高津美央子（幼少期）
- 犬饲家的狗（2011年，東名阪ネット6）：飾演 犬飼幸
- 铃木老师（2011年4月25日 - 6月27日，東京電視台）：飾演 河辺彩香
- 工作大未來—從13歲開始迎向世界（2012年1月13日 - 3月9日，朝日電視台）：飾演 五十嵐里奈
- TVドラマ60ミニドラマ「ブラウン・カーン」（2013年，NHK）
- Legal High 特別篇（2013年4月13日，富士電視台）：飾演 阿部由美子
- 离岛老师（2013年5月25日 - 6月29日，NHK）：飾演 安藤萌果
- 都市傳說之女第2季 第5集（2013年11月8日，朝日電視台）：飾演 野田花菜子
- 東京猩紅～警視廳NS係 第5集（2014年8月12日，TBS）：飾演 岡林春菜
- 學校的階梯（2015年1月10日 - 3月14日，日本電視台）：飾演 小此木千草
- 惡作劇之吻～Love in TOKYO 第14話 - （2015年3月23日 － 4月，富士電視台TWO）：飾演 佐川好美
- 忌野清志郎 トランジスタ・ラジオ（2015年12月27日，NHK BS Premium）
- AKB恐怖夜 腎上腺素之夜（2015年10月22日，朝日電視台）：飾演
- 武道館（2016年2月6日 - 3月26日，富士電視台・BSスカパー!）：飾演 高木恵理
- 世界奇妙物語（富士電視台）
  - ’16秋之特別篇「ずっとトモダチ」（2016年10月8日）：飾演 舞
  - ’18秋之特別篇「聖誕節的怪物」（2018年11月10日）：飾演 三塚秀美
- 俺のセンセイ（2016年12月25日，富士電視台）：飾演 西奈緒子
- 我在麻理体内（2017年10月17日 - 12月5日，富士電視台）
- 刑警弓神 第3集（2017年10月26日，富士電視台）：飾演 靜香
- 有錢人家鳥事多 第9・最終話（2018年3月10日・17日，日本電視台）：飾演 吉田美沙
- 兄友（2018年3月26日 - 4月16日，MBS / 3月28日 - 4月18日，TBS）：飾演 西野秋
- 岌岌可危酒店！ 最終話（2018年6月17日，日本電視台）：飾演 田丸
- 山本周五郎连续剧 三郎（2020年1月11日，NHK BS Premium）
- 叶村晶〜世界上最不幸的侦探〜 第5回（2020年2月21日，NHK綜合）：飾演 柳瀬綾
- 秘密×戰士 幻影甜心！ 第48話（2020年3月8日、東京電視台）：飾演
- 寵女青春白皮書（2020年8月2日 - 9月13日，日本電視台）：飾演 衛藤美咲
- 第56年的失恋（2020年7月11日，NHK BS Premium）：飾演 若林雅代
- 共演NG（2020年10月26日 - 12月7日，東京電視台）：飾演 內田梢
- 綺麗之國（2021年4月12日 - 5月31日，NHK綜合）：飾演 惠理（23歲時）
- 我的妄想飯想得到誇獎（2021年7月11日 - 9月26日，BS东视）：飾演 鮎川智子（女主角）
- 連續電視小說「Come Come Everybody」（2021年11月8日 - 12月22日・2022年4月8日，NHK）：飾演 水田絹・大月花菜
- イマジン〜脳がハマるドラマ〜「斉藤さんとヒカリちゃん」（2021年12月27日，朝日電視台）：（女主角）
- 為何認真戀愛？（2022年4月18日 － 6月20日，關西電視台・富士電視台）：飾演 竹內雛子
- 浪漫暴風圈（2022年7月5日 － 8月2日，MBS・TBS）：飾演 雨貝夏希
- 毛骨悚然撞鬼經驗 夏之特別篇2022「說錯一句話」（2022年8月20日，富士電視台）：飾演 橘桃香
- 陷阱戰爭（2023年1月16日 － 3月27日，關西電視台・富士電視台）：飾演 螢原梨惠
- 情侣酒店 第1話「運命の2人」（2023年5月19日，WOWOW）：飾演
- 初戀，稍顯粗糙（2023年7月7日 － 9月23日，東京電視台）：主演 上戸有紗（與 風間俊介雙主演）
- Great Gift（2024年1月18日 － 3月14日，朝日電視台）：飾演 奈良茉莉
- 告別醫院（2024年2月3日 － 2月24日，NHK綜合）：飾演 辺見佐都子
- 孤單死神的初戀（2024年10月1日 － 12月17日，關西電視台・富士電視台）：飾演 望月奈雪（女主角）
- 我所不知道的我（2025年1月9日 － ，讀賣電視台・日本電視台）：主演 羽田芽衣
- 豈有此理〜蔦重繁華如夢故事〜（2025年1月 － ，NHK）：飾演

### 網絡劇
- 藤子（2015年11月13日－12月18日，Hulu）：飾演 藤子（中學生、高中生時期）
- 惡魔拉法頌（2021年6月19日，Hulu）：飾演 中村亞由
- 夜念黎明（2022年1月8日，Amazon Prime Video）：飾演 友人
- 新聞記者（2022年1月13日，Netflix）：飾演 横川繭
- 一个坠入爱河的人 ～司汤达的恋爱论～（2022年3月18日，Amazon Prime）：飾演

### 電影
- 白色榮光（2008年2月9日）：飾演 吉村真菜
- Sweet Rain 死神的精確度（2008年3月22日）：飾演
- 咕咕也是貓（2008年9月6日：飾演 建夫の友達
- 南極料理人（2009年8月8日）：飾演 西村友花
- 盲劍客 THE LAST（2010年5月29日）
- BOX 袴田事件 命とは（2010年5月29日）
- 犬饲先生养狗记（2011年6月25日）：飾演 犬飼幸
- 電影 铃木老师（2013年1月12日）：飾演 河辺彩香
- 恐竜を掘ろう（2013年2月23日）：飾演 少女
- 十五少年漂流記〜海賊島DE!大冒険〜（2013年11月16日）：飾演
- 人狼游戏 野兽阵营（2014年8月30日）：飾演 榎本亜希子
- 女孩舞步（2015年9月12日）：飾演 小沢葉月
- 愚人节（2015年4月1日）：飾演
- 听说爷爷去世了（2017年11月4日）：飾演 野村千春
- 女女演（2018年3月24日）：飾演 中原胡桃
- 兄友（2018年5月26日）：飾演 西野秋
- 陽光姊妹淘（2018年8月31日）：飾演 鰤谷美礼
- 无限粉底（2018年11月17日）
- 21世纪女子「愛はどこにも消えない」（2019年2月8日）
- 从宫本到你（2019年9月27日）：飾演 中野瑞穂
- 想见我（2019年5月10日）：飾演 永見千夏
- 向上攀吧小寺同學（2020年7月3日）：飾演
- 浪客劍心 最終章 The Final（2021年4月23日）：飾演 浦村署長の娘
- Bittersand（2021年6月25日）：飾演 上原亞紗美
- 伪证者（2021年10月16日）：主演 花田花梨
- Ribbon（2022年2月25日）：飾演
- 彼の全てが知りたかった。（2022年3月24日）：主演 優奈
- 霸權動畫！（2022年5月20日）：飾演 並澤和奈
- G-MEN（2023年8月25日）：飾
- 52赫茲的鯨魚們（2024年3月1日）：飾 牧岡美晴

### 配音
- 曼哈頓奇緣（2008年3月14日）：飾演 摩根（Morgan）

### 电子游戏
- トレジャーリポート 機械じかけの遺産：飾演

### 紀錄片
- NHK特集（NHK総合）
  - 新・ドキュメント太平洋战争
    - 「1941 第1回 開戦（前編）」（2021年12月4日）：朗読
    - 「1941 第1回 開戦（後編）」（2021年12月5日）：朗読

  - 新・ドキュメント太平洋戦争1943 国家総力の真実
    - 前編（2023年8月12日）：朗読
    - 後編（2023年8月13日）：朗読

### 舞台
- 八月：奥色治郡 August:Osage County（2016年5月 - 6月、Bunkamura シアターコクーン / 森ノ宮ピロティホール）：飾演
- 岩松了プロデュースvol.3 三人姉妹はホントにモスクワに行きたがっているのか?（2018年1月26日 - 2月4日，下北沢駅前劇場）
- 明後日「青空は後悔の証し」（2022年5月14日 - 29日 シアタートラム / 6月4日・5日 梅田芸術劇場 シアター・ドラマシティ）

### MV
- SOPHIA「君と月の光」（2007年）
- 杉恵由里香「skirt」（2014年）
- 遊助「君ドリーム 遊turing GReeeeN」（2016年）
- 女王蜂「Mephisto」（2023年）

### CM
- Benesse Corporation 進研ゼミ中学講座「手紙のようなもの」篇（2014年6月 - ）：飾演 進研恵
- 中部電力 販売活動（はじめる部）「寿司でも」篇（2016年10月 - ）
- Calpis Water「君と夏の終わり」篇（2017年6月30日-）
- Recruit「Hot Pepper Beauty学割 ある日ふたり。屋上」篇、「ホットペッパービューティー学割 ある日ふたり。教室」篇（2023年2月24日 - ）

### 廣播
- おしゃべりな古典教室（2022年4月7日 - ，NHK第二套广播）
- 若月佑美と工藤遥のMBSヤングタウン（2022年7月18日，MBS電台） - 若月的代演

## 外部連結
- 經紀公司個人資料頁面（日語）